# Gare de Delle
Gare de Delle vasútállomás Franciaországban, Delle településen.

## Vasútvonalak
Az állomást az alábbi vasútvonalak érintik:
- Belfort–Delle-vasútvonal
- Delémont–Delle-vasútvonal

## Kapcsolódó állomások
A vasútállomáshoz az alábbi állomások vannak a legközelebb:
- Boncourt vasútállomás (Delémont–Delle-vasútvonal)
- Joncherey railway station (Belfort–Delle-vasútvonal)